# Talleen Abu Hanna
Talleen Abu Hanna (árabe: تالین ابو حنا, hebreo: תאלין אבו חנא; nacida el 30 de julio de 1994) es una reina de belleza, modelo, actriz y personalidad televisiva árabe-israelí. En 2016, fue coronada como la primera Miss Trans Israel y quedó en primer lugar en Miss Star International. Fue concursante del reality show israelí Gran Hermano y del reality Goalstar. En 2018 compitió en Miss Israel.

## Primeros años
Abu Hanna nació en Nazaret en el seno de una familia árabe israelí católica. Ella tiene dos hermanas. Abu Hanna creció en Nazaret y se identifica como israelí y palestina.
Abu Hanna estudió danza y teatro cuando era niña. Se declaró transgénero cuando tenía catorce años. Después de salir del armario, se mudó a Tel Aviv para realizar la transición.

## Carrera
En 2016, ganó el primer concurso Miss Trans Israel, el primer concurso de belleza para mujeres transgénero en Israel. Abu Hanna fue coronada Miss Trans Israel en el Teatro Habima, el teatro nacional de Israel. En agosto de 2016 representó a Israel en Miss Star International en Barcelona. Quedó en primer lugar en la competición internacional. Después del certamen, apareció como concursante en el reality show Big Brother y en el reality show Goalstar.
El 8 de mayo de 2017, Abu Hanna asistió a una recepción en Beit HaNassi en Jerusalén y se reunió con el presidente israelí Reuven Rivlin. En junio de 2017, pronunció un discurso en un evento del Mes del Orgullo organizado en la Embajada de Israel en Washington D. C. Ha hablado con jóvenes transgénero en refugios de Tel Aviv y en Casa Ruby, un centro comunitario LGBTQ en Washington D. C..
Modeló en una campaña publicitaria para la marca de moda española Desigual. En 2018, Abu Hanna compitió en el certamen Miss Israel.
El 17 de mayo de 2024, Abu Hanna participó en el Festival Internacional de Cine de Cannes. Obtuvo un papel protagónico en la película La Bella de Gaza dirigida por la directora francesa Yolande Zauberman. Abu Hanna se convirtió en la primera actriz trans israelí de la historia en protagonizar y caminar por la alfombra roja del Festival Internacional de Cine de Cannes.
Abu Hanna trabaja actualmente como modelo y actriz y da clases de baile.

## Vida personal
El 10 de octubre de 2016, Abu Hanna se sometió a una cirugía de afirmación de género en el Hospital Cosmético Kamol en Tailandia.
Es una católica practicante.